# Brett Tuggle
Brett Tuggle (Denver, 23 settembre 1951 – 19 giugno 2022) è stato un tastierista statunitense ex membro degli Whitesnake.

## Biografia
Fu per circa dieci anni il tastierista di David Lee Roth, ma divenne soprattutto conosciuto per aver fatto parte degli Whitesnake nel 1997, nel periodo della loro terza reincarnazione; fu inoltre membro dei Fleetwood Mac. Molto prolifica anche la sua attività di turnista.
Tuggle è morto nel 2022 all'età di 70 anni, a causa di un cancro.

## Discografia

### Con gli Whitesnake
- Restless Heart, 1997

### Con i Fleetwood Mac
- The Dance, 1997